# Брклячич, Ивана
Ивана Брклячич (хорв. Ivana Brkljačić; род. 25 января 1983, Филлинген-Швеннинген) — хорватская легкоатлетка (метание копья). Многократная призёрка юношеских первенств мира и Европы.

## Карьера
В подростковом возрасте она добилась хороших результатов, дважды подряд выиграв чемпионат мира среди юниоров (2000 в Чили и 2002 в Ямайке) и заняв 11-е место в финале Олимпийских игр 2000 года в возрасте 17 лет. В 2001 году выиграла золотую медаль на юниорском Чемпионате Европы в Италии. В соревнованиях по метанию молота на летних Олимпийских играх 2004 года ей не хватило 6 сантиметров, чтобы пройти в финал.
Её личный рекорд, а также национальный рекорд, составил 75,08 метра и был установлен на встрече ЕАА в июне 2007 года в Варшаве.
В 2009 году Брклячич стал директором Hanžeković Memorial, входящего в серию легкоатлетических мероприятий IAAF World Challenge.
27 мая 2010 года Брклячич объявила о своем уходе из профессионального спорта. Её последнее выступление на соревнованиях состоялось на Всемирном легкоатлетическом финале 2008 года в Штутгарте.

## Основные результаты
| Год  | Турнир                                             | Город                | Место        | Результат |
| ---- | -------------------------------------------------- | -------------------- | ------------ | --------- |
| 1998 | Чемпионат мира по лёгкой атлетике среди юниоров    | Анси, Франция        | 15-е (квал.) | 53,81 м   |
| 1998 | Чемпионат Европы по лёгкой атлетике                | Будапешт, Венгрия    | —            | NM        |
| 1999 | Чемпионат мира по лёгкой атлетике среди юношей     | Быдгощ, Польша       | 3-е          | 55,69 м   |
| 1999 | Чемпионат Европы по лёгкой атлетике среди юниоров  | Рига, Латвия         | 5-е          | 58,08 м   |
| 2000 | Летние Олимпийские игры                            | Сидней, Австралия    | 11-е         | 63,20 м   |
| 2000 | Чемпионат мира по лёгкой атлетике среди юниоров    | Сантьяго, Чили       | 1-е          | 62,22 м   |
| 2001 | Чемпионат Европы по лёгкой атлетике среди юниоров  | Гроссето, Италия     | 1-е          | 60,72 м   |
| 2001 | Чемпионат мира по лёгкой атлетике                  | Эдмонтон, Канада     | 8-е          | 65,43 м   |
| 2001 | Средиземноморские игры                             | Радес, Тунис         | 4-е          | 61,44 м   |
| 2002 | Чемпионат мира по лёгкой атлетике среди юниоров    | Кингстон, Ямайка     | 1-е          | 65,39 м   |
| 2002 | Чемпионат Европы по лёгкой атлетике                | Мюнхен, Германия     | 17-е (квал.) | 62,46 м   |
| 2003 | Чемпионат Европы по лёгкой атлетике среди молодёжи | Быдгощ, Польша       | 8-е          | 63,04 м   |
| 2003 | Чемпионат мира по лёгкой атлетике                  | Париж, Франция       | 35-е (квал.) | 60,06 м   |
| 2004 | Летние Олимпийские игры                            | Афины, Греция        | 13-е (квал.) | 68,21 м   |
| 2005 | Средиземноморские игры                             | Альмерия, Испания    | 7-е          | 64,88 м   |
| 2005 | Чемпионат мира по лёгкой атлетике                  | Хельсинки, Финляндия | 15-е (квал.) | 65,63 м   |
| 2006 | Чемпионат Европы по лёгкой атлетике                | Гётеборг, Швеция     | 21-е (квал.) | 63,31 м   |
| 2006 | Всемирный легкоатлетический финал                  | Штутгарт, Германия   | 4-е          | 66,90 м   |
| 2007 | Чемпионат мира по лёгкой атлетике                  | Осака, Япония        | 11-е         | 68,16 м   |
| 2007 | Всемирный легкоатлетический финал                  | Штутгарт, Германия   | 2-е          | 73,22 м   |
| 2008 | Летние Олимпийские игры                            | Пекин, Китай         | 16-е (квал.) | 68,38 м   |